# Russenbrunnen (Dornbirn)

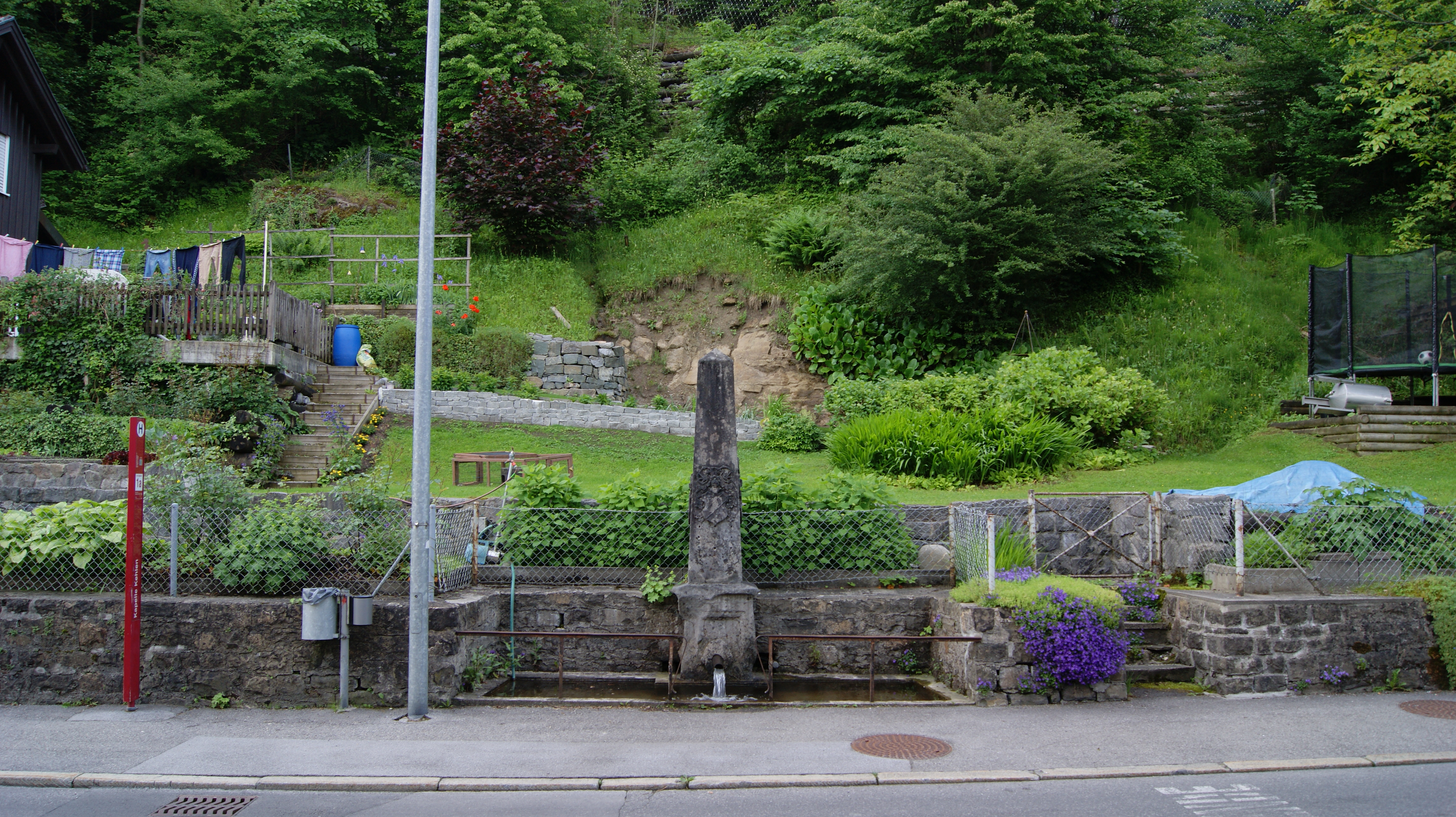
Russenbrunnen im Bezirk Dornbirn-Markt, Kehlerstraße 52

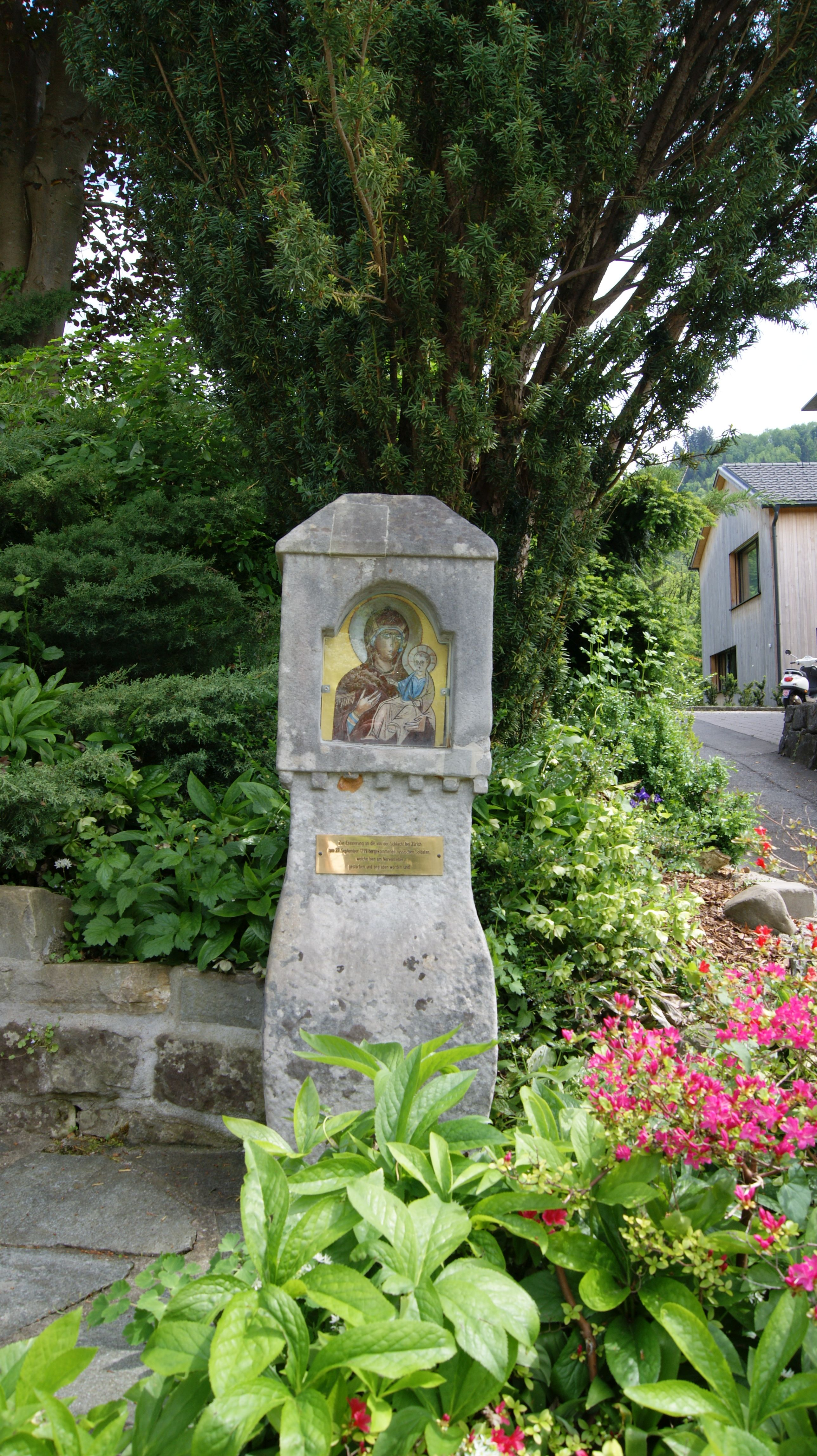
Russen-Bildstock in Dornbirn, Haselstauden am Knieweg

Der Russenbrunnen (auch Franzosenbrunnen oder Kehler Brunnen) liegt gegenüber der Kapelle Kehlen und vor dem Haus Kehlerstraße 52 (alte Schmiede) im Bezirk Dornbirn-Markt.

## Geschichte
Der Russenbrunnen auf 434 m ü. A. in Dornbirn erinnert an das im Oktober 1799 über Chur und Vorarlberg von den Kriegsstrapazen in Italien und der Schweiz gezeichnete und mit zahlreichen Verwundeten zurückkehrende russische Heer unter General Alexander Wassiljewitsch Suworow (siehe: Zweiter Koalitionskrieg) auf dem Weg in Richtung Lindau.
An dieses einschneidende Erlebnis des Lagers und Durchzugs der russischen Truppen (ca. 20.000 Mann mit 6.000 Pferden bei einer Wohnbevölkerung in Dornbirn von damals 4.000 Personen) sowie des Todes von Soldaten in Dornbirn erinnern heute neben dem Russenbrunnen der Russenweg und der Russen-Bildstock am Knieweg in Dornbirn-Haselstauden.
Die Erinnerungssäule beim Russenbrunnen und der Bildstock am Knieweg in Haselstauden (1870) wurden von dem in Haselstauden im Exil lebenden französischen Grafen Anton Maria Franz Paul de Breda (* 25. Jänner 1830 auf Schloss Bertichéres; † 19. Dezember 1891 in Haselstauden) gestiftet.
Eines der Wappen ist das der Familie Ulmer aus Dornbirn.

## Zweck
Der Russenbrunnen wurde als Laufbrunnen zur Wasserversorgung der Bevölkerung und wird heute als Viehtränke genutzt. Das Wasser wird etwas oberhalb des Brunnens in Richtung Unterfallenberg gefasst und fließt durch eine Leitung entlang des natürlichen Geländegefälles stetig bis zum Brunnen in das Auffangbecken.
Die Erhaltung des Brunnens obliegt einer Brunnengenossenschaft.
Das abfließende Wasser dieses Brunnens wurde auch für den Textilbetrieb des J. G. Ulmer (Rotfarbfabrik, später Werk Fischbach der Fa. F. M. Hämmerle) genutzt.